# Известия минного офицерского класса
Известия Минного офицерского класса — журнал, издавался с 1879 по 1885 год выпусками в неопределенные сроки. Редактор — лейтенант А. Смирнов 2-й. По февраль 1885 года вышло 15 выпусков. С 1886 года преобразованы в секретные «Известия по минному делу», издаваемые морским техническим комитетом.

## Библиографические данные
Известия по минному делу, издаваемые при Морском техническом комитете / под редакциею лейтенанта А. Ковальскаго. — Санкт-Петербург : Тип. Морскаго М-ва, в Главном Адмиралтействе, 1879—1912. — 24 см.
Ред.: Вып. 1-16 А. Смирнов 2-й ; Вып. 17 А. Ковальский ; Вып. 48 М. Заозерский